# Love Child
Love Child é uma série de televisão australiana exibida pela Nine Network desde 17 de fevereiro de 2014.

## Elenco

### Elenco principal
- Jessica Marais como Dr. Joan Millar
- Jonathan LaPaglia como Dr. Patrick McNaughton
- Mandy McElhinney como Matron Frances Bolton
- Ryan Johnson como Phillip Paige (primeira temporada)
- Ella Scott Lynch como Shirley Ryan
- Harriet Dyer como Patricia Saunders
- Sophie Hensser como Viv Maguire
- Gracie Gilbert como Annie Carmichael
- Miranda Taspell como Martha Tennant
- Ryan Corr como Johnny Lowry (primeira temporada eo terceiro episódio durante a segunda temporada)
- Matthew Le Nevez como Jim Marsh (segunda temporada)

### Elenco recorrente
- Maya Stange como Eva McNaughton (8 episodes during season 1 and episode 5 during season 2)
- Ben Lawson como Colin Ryan (8 episódios durante a primeira temporada eo quinto episódio durante a segunda temporada)
- Ben Toole como Pete (12 episódios durante a primeira e segunda temporada)
- Lincoln Younes como Chris Vesty (segunda temporada)
- Jessica June como Tania (segunda temporada)
- Andrew Ryan como Simon Bowditch (segunda temporada)
- Marshall Napier como Greg Matheson (segunda temporada)
- Ian Bolt como Bob Flannery (4 episódios durante a primeira e segunda temporada)

### Elenco menor
- Lucy Wigmore como Carol (terceiro episódio durante a primeira temporada)
- Aileen Beale como vendedora de Mark Foy's saleswoman (terceiro episódio durante a primeira temporada)
- Charlotte Hazzard como Helen (segunda temporada)
- Anna Lawrence como Maggie Flanagan (terceiro episódio durante a segunda temporada)

## Prêmios e indicações
| Ano  | Prêmio              | Categoria                       | Pessoa nomeada    | Resultado |
| ---- | ------------------- | ------------------------------- | ----------------- | --------- |
| 2015 | Logie Awards        | Melhor drama populares          | Love Child        | Indicado  |
| 2015 | Logie Awards        | Melhor atriz populares          | Jessica Marais    | Indicado  |
| 2015 | Logie Awards        | Melhor atriz populares          | Mandy McElhinney  | Indicado  |
| 2015 | Logie Awards        | Melhor novos talentos populares | Harriet Dyer      | Indicado  |
| 2015 | Logie Awards        | Melhor novos talentos populares | Miranda Tapsell   | Venceu    |
| 2015 | Logie Awards        | Melhor estreante                | Harriet Dyer      | Indicado  |
| 2015 | Logie Awards        | Melhor estreante                | Miranda Tapsell   | Venceu    |
| 2015 | Golden Nymph Awards | Melhor série dramática          | Love Child        | Pendente  |
| 2015 | Golden Nymph Awards | Melhor ator em série dramática  | Jonathan LaPaglia | Pendente  |